# Harmanecká jeskyně
Harmanecká jeskyně je krápníková jeskyně v Kremnických vrších a Starohorských vrších v obci Dolny Harmanec.
Harmanecká jeskyně se nachází v Kremnických vrších (v hraniční oblasti s Velkou Fatrou), 16 km na severozápad od Banské Bystrice, nedaleko obce Harmanec, na severním svahu vrchu Kotolnica, ve výšce 828 m n. m., asi 260 m nad hladinou potoka Harmanec.
Vstupní část jeskyně, kterou lidé nazývali Izbica, byla známá odjakživa. Do dalších neznámých prostorů se roku 1932 prokopal M. Bacúrik. Speleologové postupně objevovali nové prostory, takže dnes je známá délka jeskyně 1500 m. Veřejnosti je od roku 1950 zpřístupněný okruh v délce 720 metrů.
Roku 1968 byla jeskyně vyhlášená jako Chráněný přírodní výtvor. Jeskyně je vytvořená ve vápencích středního triasu ve dvou úrovních. Je výsledkem korozivní a erozivní činnosti ponorných vod přitékajících od jihu v průběhu pliocénu, čímž představuje typ puklinově-řítivé jeskyně v senilním stádiu vývoje. Podzemní prostory zahrnují chodby, síně a dómy, založené na vrstevnatých plochách a tektonických poruchách. Zdobí je krápníkové útvary všech možných druhů.
Pozoruhodné jsou bílé pagody, sintrová jezírka, nástěnné vodopády s narůžovělými záclonami v Gotickém dómu a Kamenná váza ve Velkém dómu, která je ve znaku Harmanecké jeskyně. V Malé síni se objevují útvary z bílého kašovitého sintru. Dno řečiště a Nánosové chodby pokrývají hlinité a písčité nánosy ponorných vod. V rozsáhlých dómech a síních převládají mohutné pagodovité útvary s charakteristickými excentrickými stalaktity a měkkým sintrem. V některých částech jeskyně se nacházejí jezírka s vzácnými jeskynními perlami. Barva krápníkových útvarů je většinou bílá, místy přechází do žluta či hněda.
Teplota jeskyně je 6,2 °C, vlhkost okolo 97 %. Protože se vzdušné proudy projevují jen ve vstupních částech, získává charakter dynamicko-statické jeskyně.
Z jeskynních netopýrů zde byli pozorovaní: vrápenec velký (Rhinolophus ferrumequinum), vrápenec malý (Rhinolophus hipposideros), netopýr velký (Myotis myotis), netopýr vousatý (Myotis mystacinus), netopýr brvitý (Myotis emarginatus) a netopýr východní (Myotis blythi).

## Chráněné území
Harmanecká jeskyně je národní přírodní památka ve správě příspěvkové organizace Správa slovenských jeskyní. Nachází se v katastrálním území obce Dolný Harmanec v okrese Banská Bystrica v Banskobystrickém kraji. Území bylo vyhlášeno či novelizováno v letech 1968, 1972 a 2009. Rozloha ochranného pásma byla stanovena na 115,9186 ha.